# الهجمة على تل الشريعة
وقعت الهجمة على تل الشريعة في 7 نوفمبر 1917 خلال معركة هريرة والشريعة عندما انقضا فوجا الخيول الخفيفة 11 و12 (لواء الخيول الخفيفة 4) حرس المؤخرة لمجموعة جيش يلدريم، دعماً لهجمة شنتها الفرقة 60 (لندن) إبان هجوم جنوب فلسطين ضمن حملة سيناء وفلسطين في الحرب العالمية الأولى.
واصلت قوات الجيش العثماني، الاحتفاظ بمعظم خطها الأمامي الممتد من غزة على ساحل البحر المتوسط إلى تل الشريعة وتل الخويلفة، ضمن تلال الخليل إلى شمال مدينة بئر السبع، برغم الانتصار البريطاني في معركة بئر السبع في 31 أكتوبر.
لم يقو الهجوم الكبير الذي شنته قوة التجريدة المصرية في 6 نوفمبر على طرد المدافعين العثمانيين في غزة وهريرة وتل الخويلفة. وعلى الرغم من أن الحامية العثمانية استمرت في الدفاع بشراسة عن الشريعة وتل الخويلفة، فإن القصف العنيف الذي شنه الفيلق 21 على غزة أجبرها على الانسحاب من المدينة أثناء الليل. وخلال 7 نوفمبر، اكتسب الهجوم الذي شنه الفيلق 20 وقادته الفرقة 60 (لندن) بدعم من الفرقة 10 (الأيرلندية) في اليسار والفرقة 74 (يومانري) في اليمين، بعض الأرض في الصباح ولكنه اصطدم بموقع منيع في الشريعة، عندما أُمرت الفرقة الأسترالية الراكبة بالهجوم. حيث اندفع الفوجان 11 و12 الخيول الخفيفة في مواجهة نيران المدفعية الثقيلة والمدافع الرشاشة والبنادق، واضطرا إلى التوقف والنزول لأن النيران كانت قوية للغاية. لم تنتبه إحدى قوى الجند للتحذير، فأُبيدت عن بكرة أبيها بعد أن هاجمت الخنادق العثمانية.

## خلفية تاريخية

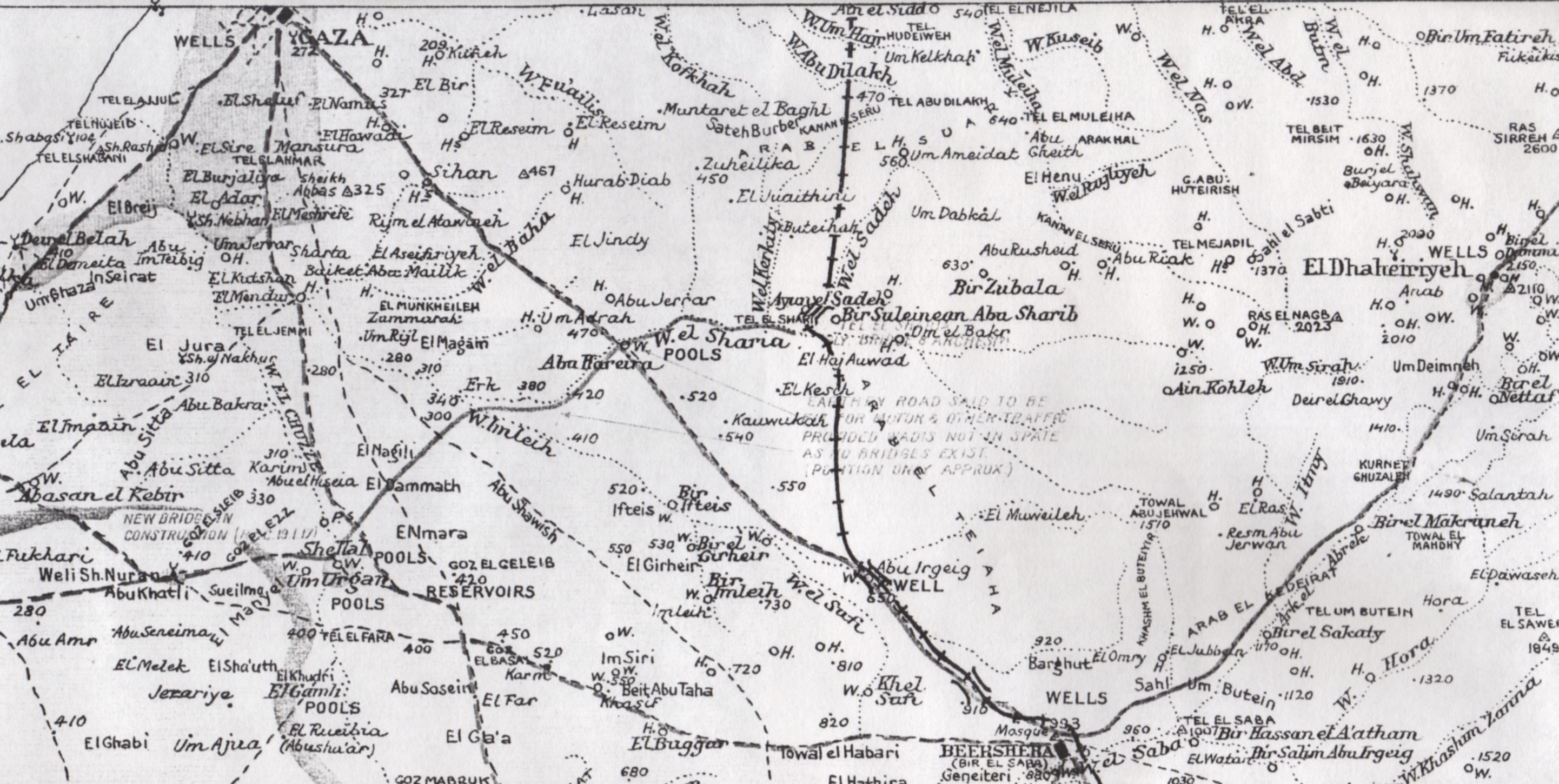
خريطة مفصلة من العريش إلى بئر السبع توضح خط غزة إلى بئر السبع والشريعة والظاهرية

امتد خط جبهة قوة التجريدة المصرية لمسافة 22 ميلاً (35 كم) خلال فترة الجمود من أبريل إلى أكتوبر 1917، من ساحل البحر المتوسط في غزة إلى نقطة على وادي غزة بالقرب من القملي، على بعد حوالي 14 ميلاً (23 كم) جنوب غرب الشريعة. و18 ميلاً (29 كم) غرب بئر السبع على الطرف الجنوبي لسهل فلسطيا. كانت قوة البنادق الرسمية للتجريدة في 28 أكتوبر 1917، 80.000 لفرق المشاة ولواء الجمال الإمبراطوري، و15.000 لسلاح الفرسان. ومع ذلك، «[بلغت] القوة الفعلية.. حوالي 60.000 و12.000 على التوالي.» وبلغت قوة مشاة التجريدة، بالمقارنة مع المدافعين العثمانيين، نسبة 2:1، بينما بلغت نسبة سلاح الفرسان 8:1 ونسبة الأسلحة حوالي 3:2.
على الجانب الآخر، حول المدافعون العثمانيون غزة إلى «قلعة عصرية منيعة»، محمية بأحادير على جانبها الجنوبي والجنوبي الشرقي، وبنوا مواقع دائمة محصنة بقوة ومُحاطة بالأسلاك لموقع شلال على وادي غزة مع تحصين كل من الشريعة وبئر السبع بقوة على وجه الخصوص. بلغت القوة المقدرة للقوات العثمانية التي تسيطر على خط غزة إلى بئر السبع 40 ألف بندقية، وكان هذا في الواقع 33 ألف بندقية و1,400 مُنصُل و260 مدفع. سيطر الفيلق 20 بقيادة علي فؤاد باشا على الموقع العثماني الرئيسي الممتد من شاطئ البحر المتوسط غرب غزة إلى جنوب شرق تل الشريعة.

## المقدمات
«استمر القتال العنيد استمر» مع حرس المؤخرة العثماني القوي، بعد الاستيلاء على بئر السبع، على الرغم من تعرض المدافعين العثمانيين للعديد من الخسائر. مما أدى إلى تأخير اختراق قوة التجريدة المصرية لمدة سبعة أيام. واصلت الحاميات العثمانية القوية وحرس المؤخرة السيطرة على منطقة تل الخويلفة والشريعة وغزة إلى جانب الجزء الغربي من خط المواجهة بما في ذلك مَعقِلي «تانك» و«العطاونة». ومع ذلك، فإن خط غزة-بئر السبع الذي كان مهولاً في يوم من الأيام أصبح عرضة للخطر، وفي فجر يوم 6 نوفمبر، هاجمت ثلاث فرق من الفيلق 20 التابع لتشيتود على جبهة واسعة حول مركز الخط الدفاعي العثماني. إلى جانب الهجوم الرئيسي باتجاه تل الشريعة في وسط الخط، كما تعرض تل الخويلفة الواقع على الطرف الشرقي من الخط لهجوم من قبل قوة التجريدة المصرية في 6 نوفمبر. دفع هذا القتال مجموعة جيش يلدريم العثمانية إلى تعزيز الطرف الأوسط والشرقي لخطها الأمامي.
تقدمت قوة التجريدة المصرية حوالي 9 أميال (14 كم) خلال 6 نوفمبر، واستولت على «سلسلة من مواقع العدو القوية التي تغطي جبهة تبلغ حوالي 7 أميال (11 كم).» على الرغم من أنها لم تعبر وادي الشريعة، فقد ظلت معاقل تل الشريعة وهريرة الرئيسية في أيدي العثمانيين طوال الليل. أدرك فالكنهاين، قائد مجموعة جيش يلدريم، أن القوات العثمانية لن تتمكن من تثبيت قوة التجريدة المصرية لفترة أطول، فأمر الجيشين السابع والثامن بالانسحاب حوالي 10 كم (6.2 ميل). أدى قصف قوة التجريدة المصرية العنيف للدفاعات العثمانية في منطقة غزة، والذي بدأ في 27 أكتوبر واشتد خلال ليلة 5/6 نوفمبر وإلى حد أقصى 6 نوفمبر، إلى إخلاء حامية غزة للمدينة خلال ليلة 6/7 نوفمبر.

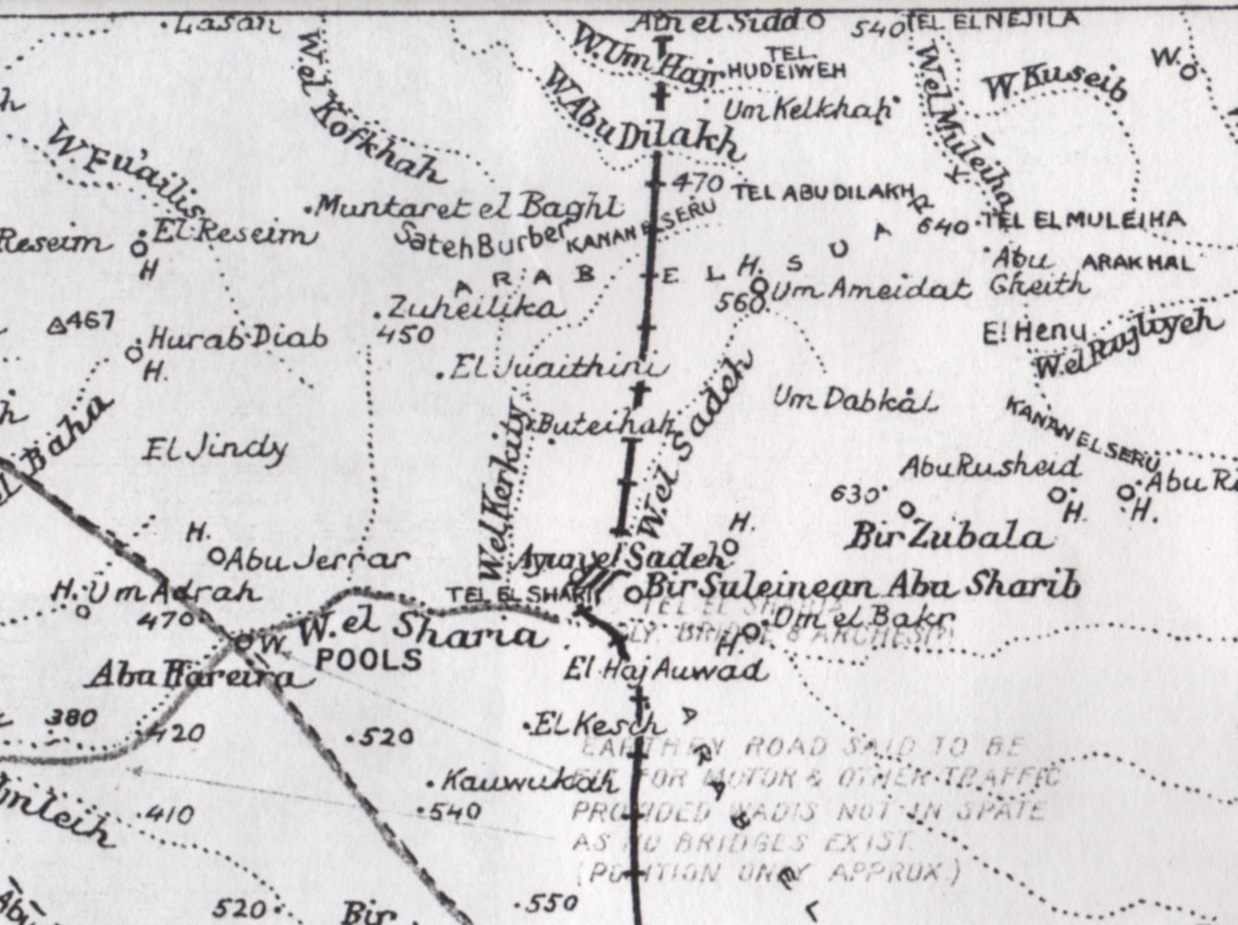
خريطة مفصلة من العريش إلى بئر السبع توضح موقع الشريعة

انسحبت الوحدات العثمانية من الفرقة 26 في خربة سيحان إلى جانب وحدات من حامية معقل هريرة لتشكيل احتياطي لا يزيد عن 1,000 رجل، بعد الالتزام بجميع احتياطيات الجيشين السابع والثامن. يشار إلى هذه الوحدات باسم مجموعة زحيليقية، وقد تمركزت في الموقع المركزي لخربة زحيليقية، شمال هريرة والشريعة، بعدما استولت الفرقة 60 (لندن) على محطة الشريعة في الساعة 17:50 يوم 6 نوفمبر. والتزمت مجموعة زحيليقية، محدودة العدد حديثة التشكيل، خلال المساء بتعزيز الفرقة العثمانية السادسة عشرة التي تدافع عن وادي الشريعة.
أصدر تشيتود أوامره أثناء الليل للفرقة 10 (الأيرلندية) بالاستيلاء على معقل هريرة، وللفرقة 60 (لندن) بالانتقال من الفيلق 20 إلى فيلق الصحراء. أمر شوفيل الفرقة 60 (لندن) بالاستيلاء على تل الشريعة ثم التقدم نحو هوج.
استطلع اللواء 181 (الفرقة 60) المواقع العثمانية في الشريعة، بهدف عبور الوادي في موقعين للاستيلاء على الأرض المرتفعة الممتدة من خربة براطة إلى السكة الحديد. يصف قائد قسم الأسلحة الرشاشة في سرية الرشاشات رقم 180 تعرضه لإطلاق نار كثيف في حوالي الساعة 04:00. «سرنا في العراء تحت نيران القذائف والمدافع الرشاشة والبنادق... [اعتمدت] معركة المدافع الرشاشات في مواجهة المدافع الرشاشة، كلياً على رابطة جأش كل مدفعجي على حدة.» في هذه الأثناء، اتخذت الفرقة 74 (يومانري) موقعاً على يمين الفرقة 60 (لندن). وصدرت أوامر للواء 230 (الفرقة 74) بعدم التقدم عبر وادي الشريعة، ولا التوسع نحو خربة براطة، لحين إقامة اتصال مع الفرقة 60 (لندن). وقد ظل في مكانه طوال الليل، نظراً لعدم تحقق الاتصال.
أمر شوفيل فرقتي الأنزاك والأسترالية الراكبتين ببدء تقدمهما شمالاً لإنشاء خط من الجمامة إلى هوج في اليوم التالي. كان على جميع القوات أن تتقدم بقوة وحسم لأسر أكبر عدد ممكن من القوات العثمانية. غادرت الفرقة الأسترالية الراكبة (باستثناء اللواء الثالث من الخيول الخفيفة الذي كان يحتفظ بخط يربط الفيلق 20 بالفيلق 21) وادي الحنافيش/خربة لمليح في الساعة 02:30 وتمركزت على بعد 3 أميال (4.8 كم) في الجنوب والجنوب الغربي لتل الشريعة بحلول الساعة 07:30، عندما عاد اللواء الخامس الراكب إلى الفرقة وعاد اللواء السابع الراكب إلى احتياطي فيلق الصحراء الراكب.

## نطاق موقع الشريعة

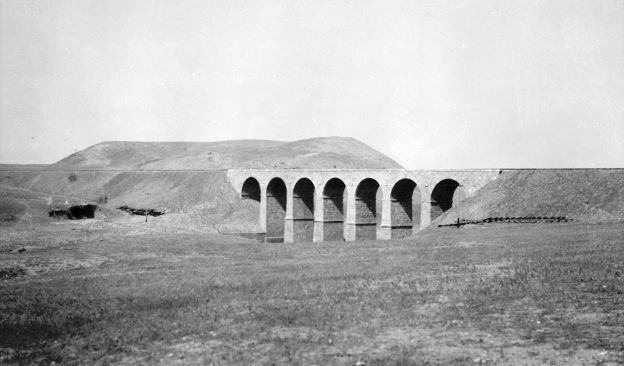
جسر سكة حديد الشريعة يعبر وادي الشريعة وخلفه تل الشريعة

أُبلغ الفوج الثاني عشر من الخيول الخفيفة في حوالي الساعة 7:30، أن موقع الشريعة استولت عليه الفرقة 60 (لندن)، وأن الحامية العثمانية كانت تتراجع باتجاه الشمال. «وقع اقتحام التل في الساعة 4.30 من صباح اليوم التالي بأسنة حراب البنادق.» ومع ذلك، توقف تقدم اللندنيين من قبل موقع حرس المؤخرة العثماني الراسخ بقوة على بعد 1.5 ميل (2.4 كم) إلى الشمال، مع أفضلية ممتازة باقترابهم عبر الأرض المنحدرة العارية. اتخذ اللندنيون موقعاً دفاعياً على بعد حوالي 1,000 ياردة (910 م) من موقع حرس المؤخرة العثماني، بينما انسحب حرس المؤخرة العثماني إلى خط حوالي 1.5 ميل (2.4 كم) إلى الشمال على منحدر طويل سهل ومكشوف يؤدي إلى الأعلى من الوادي على الجانب الأقصى من الدفاعات العثمانية. وهنا جرى تنظيمهم وتحصنوا في موقع قوي مع «منطقة نيران ممتازة» أمطرت المنحدر بالشظايا ونيران المدافع الرشاشة والبنادق. «إن الموقف الذي فُرض على اللندنيين على المنحدر وراء الشريعة أعاق بخطورة نجاح الخطة البريطانية... وكان ذلك يعني تأخيراً ليوم واحد على الأقل لتقدم قوات شيا و"هودجسون" نحو هوج». بعد ذلك أُمرت أفواج الخيول الخفيفة بشن هجوم راكب على معقل محمي بالرشاشات والبنادق ويحميه من الخلف مدفع كبير. وكان عليهم أن يقودوا خيولهم عبر طريق مفتوح ومكشوف وقاحل تماماً دون أي حماية، ليهاجموا المعقل مباشرة بكل سرعة. يحدد تقرير عن الوضع الساعة 14:40 موقع المعركة شمال مستشفى الشريعة، على بعد ميل واحد (1.6 كم) شمال تل الشريعة، ومع ذلك هاجمت كتيبتان الموقع واستوليتا عليه بعد أن عبرتا وادي الشريعة الساعة 17:00.

## خطة الهجوم

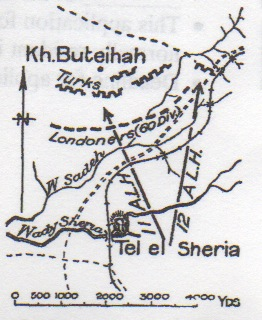
الهجوم على خربة البطيحة

أصدر شوفيل أوامره إلى الفرقة الأسترالية الراكبة في الساعة 08:05 بالتقدم على الجانب الشرقي من السكة الحديدية إلى وادي الشريعة. وكان يهدف إلى جعل الفرقة الأسترالية الراكبة على اتصال مع فرقة الأنزاك الراكبة (دون لواء بنادق الخيالة النيوزيلندية وسربين من المدافع الرشاشة في تل الخويلفة جنباً إلى جنب مع فرقة يومانري الراكبة)، في أقرب وقت ممكن. كانت الفرقة الأسترالية الراكبة المؤلفة من اللواء الرابع من الخيول الخفيفة واللواء الخامس الراكب تقترب من تل الشريعة بحلول الساعة 08:50، بينما انتشرت فرقة الأنزاك الراكبة غرب خربة أم البكر. ومع ذلك، فقد تأخرت خطط تقدم فيلق الصحراء في 7 نوفمبر «بسبب المانع أمام فرقة لندن على المنحدرات وراء الشريعة». أمر شوفيل اللواء الرابع من الخيول الخفيفة واللواء الخامس الراكب بـ«تطهير العدو من مقدمة الفرقة 60.» لقد توجب عليهما التقدم عبر اللندنيين، للقيام بهجمة راكبة مباشرة على مقدمة موقع حرس المؤخرة العثماني، بدلاً من الهجوم الجانبي.
تحرك الفوج الحادي عشر من الخيول الخفيفة ليأخذ خطاً من خربة براطة إلى وادي القرقيطي بحلول الساعة 10:00، مع فوج الخيول الخفيفة الثاني عشر على يمينه ويمتد الخط إلى وادي براطة. في الساعة 10:15 أمر شوفيل هودجسون «بالتحرك في المركز على خربة البطيحة [3000 ياردة (2700 م) غرباً، شمال غرب تل الشريعة] عبر مج. 23 المركزية [على السكة الحديدية 1000 ياردة (910 م) شمال الوادي]». بين شوفيل لهودجسون «خط تقدمه الدقيق»، «محور محدد للتقدم والهدف»، «ضد قسم صعب للغاية»، «عبر مربعات محددة على خريطة العمليات، مع وجود مركزه عند كوخ طيني في خربة البطيحة، على التلال خلف خط الدفاعات التركية»، لكن التأخير سمح لحرس المؤخرة العثماني بتعزيز موقعهم قبل بدء الهجوم. تحدد اتجاه هذا التقدم من قبل هيئة الأركان العامة لقوة التجريدة المصرية في رسالة مكتوبة في الساعة 11:07 يوم 4 نوفمبر. تضمنت الأوامر هجمات «الفيلق العشرين وفيلق الصحراء» في 6 نوفمبر وشملت تقدم «الفيلق العشرين على خط خربة البطيحة - الشريعة - خربة القوقا». كان هدفا هذا التقدم هو دفع قوات حرس المؤخرة للعدو بعيداً عن الفرقة 60 (لندن)، لإعطاء المشاة مساحة للتركيز، ولتمكين الفرقة الأسترالية الراكبة من الاتصال مع فرقة الأنزاك الراكبة.

## المعركة
وصلت الأسراب الرائدة من الفوج الحادي عشر من الخيول الخفيفة إلى تل الشريعة قبل الساعة 11:00 بقليل، حيث عقد قائد اللواء الرابع من الخيول الخفيفة اجتماعاً، عندما صدرت الأوامر بالهجوم على «موقع قوي على شكل حدوة حصان.» حيث تلقى اللواء الرابع من الخيول الخفيفة أوامر بعبور الوادي ومهاجمة خربة البطيحة في اتجاه زحيليقية وهوج بدعم من اللواء الخامس الراكب. طالع أعلاه «تفاصيل خريطة العريش إلى بئر السبع التي توضح موقع الشريعة» وخريطة فولز رقم 4. تحرك الفوج الثاني عشر من الخيول الخفيفة إلى مسافة ميل واحد (1.6 كم) من وادي الشريعة شرق الشريعة، حيث تلقي الأوامر في الساعة 12:00 بمواصلة العمل شمال الشريعة لحماية إعادة تنظيم المشاة. مُنحت الخيول «بضع دقائق» أثناء تلقي الأوامر، لسقايتها في الوادي قبل مواصلة طريقها.
تقدم الفوج الحادي عشر من الخيول الخفيفة بقيادة الرائد پي. جيه. بيلي على اليسار، بينما كان الفوج الثاني عشر من الخيول الخفيفة بقيادة المقدم دي. كاميرون، على اليمين، واتجها نحو معبر الوادي بينما تنفجر الشظايا فوق الخيول المهرولة. ثم انطلقت الأسراب الرائدة عبر المسارات شديدة الانحدار على الجانب الآخر من الوادي وسط النيران الكثيفة للمدافع الرشاشة والبنادق من مدى فعال. وتوقف الفوج الثاني عشر من الخيول الخفيفة بفعل نيران المدافع الرشاشة والبنادق في الساعة 12:45، بينما قصفت بطارية سرية المدفعية الشرفية موقع مؤخرة الجيش العثماني، على بعد 0.5 ميل (0.80 كم) شمال الشريعة. أمر قائد الفوج أحد أسرابه بالترجل ورجوع خيولهم بينما تقدم الرجال سيراً على الأقدام. كما ترجل السرب الثاني الذي كان يندفع أماماً حوالي 500 ياردة (460 م) وبدأوا في إطلاق النار من بنادقهم على موقع حرس المؤخرة. لم تكن خطوط فرقة لندن 60 بعيدة عن الوادي جهة اليسار، وهنا اندفع سربان من الفوج الحادي عشر من الخيول الخفيفة بخيولهما باتجاه العدو في مواجهة النيران القوية المعاكسة.
«كان الفوج يهاجم معقلاً محصناً بالرشاشات والبنادق ومحمي من الخلف بمدفع كبير. وكالعادة، كان الطريق مفتوحاً ومكشوفاً وبلا أي غطاء تماماً. وصدرت أوامر لقواتنا بهجوم على المعقل. قاد الضابط رجاله مباشرةً نحو العدو، ليرجع رجل واحد فقط، أصيب في الهجمة، ورجع إلى خطوطه.» «صُدّ... الهجوم المباشر تماماً،» تحت نيران كثيفة للغاية، عندما صدر الأمر بالترجل وذهاب الخيول المُنقادة إلى المؤخرة. واصل فوجا الخيول الخفيفة تقدمهما راجلين، لكنهما لم يتمكنا سوى من الاستيلاء على بضع مئات من الياردات أمام الفرقة 60 (لندن) قبل أن تصدهما أيضاً نيران المدافع الرشاشة العثمانية الكثيفة. وبقيا على هذا الوضع خلال ما تبقى من فترة ما بعد الظهر، على الرغم من تعرضهما لهجمات مضادة قوية.
في هذه الأثناء، لم تنتبه فصيلة من 21 رجلاً يتبعون الفوج الحادي عشر من الخيول الخفيفة للإشارة، واستمر رجالها في الاندفاع نحو وعلى الخنادق العثمانية، شاهرين حرابهم ليس إلا. وبينما كانت بنادقهم مشدودة على ظهورهم أثناء ترجلهم، فتح الجنود العثمانيون النار من مسافة قريبة، مما أسفر عن مقتل 11 رجلاً. احتلت هذه الفصيلة بقيادة الملازم أيه. آر. برايرتي موقعاً حوالي الساعة 12:30، والذي واجه مقاومة شديدة من المدافع الرشاشة العثمانية، عند تقاطع الوادي الصغير الذي يتفرع نحو وادي القرقيطي الممتد في الشمال الغربي. استدار المدافعون العثمانيون، لما تجاوزتهم فصيلة برايرتي المندفعة، وأطلقوا النار على الخيالة الخفيفة الذين ترجلوا من أجل القتال، وانهمرت عليهم نيران كثيفة للغاية «من المُقدمة والميمنة والميسرة والمؤخرة مما أدى إلى إبادة الفصيلة تقريباً.» وصلت فصيلة الملازم بارتليت للمعاونة جهة اليسار، بمؤازرة نيران مدفع رشاش هوتشكيس والبنادق فقُتل ضابط ألماني و20 من المشاة العثمانيين. في حين خسرت فصيلة برايرتي 11 قتيلاً و5 جرحى، من بينهم برايرتي والرقيب ثيستلوايت وجندي واحد، هم الوحيدون الذين نجوا. بحلول الساعة 13:00، صدتهم النيران الكثيفة للبنادق والمدافع الرشاشة عندما اندفعت فصيلة الملازم برايرتي من الفوج الحادي عشر من الخيول الخفيفة فوق خندق، ورفع محتلوه أيديهم، لكنهم فتحوا النار مرة أخرى بمجرد مرور الفصيلة، مما أدى إلى حصارها بالنيران المتجمعة. وقُتل أو جُرح جميع أفرادها باستثناء جنديين. «وصلت فصيلة الملازم بارتليت للمعاونة» بنيران مدفع هوتشكيس والبنادق «مما أدى لمقتل ضابطاً ألمانياً و20 جندياً عثمانياً.»
استلقى رجل جريح «تحت الحاجز مباشرةً» بينما تمكن رقيب واثنان من الجنود من الفرار عائدين إلى خطوط المشاة والخيالة الخفيفة. بدأت جميع الخيول التي لا فارس لها بالرعي بين خطي المقاتلين. «يعتقد الأتراك أن هذه فرصة عظيمة للإمساك ببعض الخيول البديلة الأسترالية. ونحن نعتقد خلاف ذلك. أُنظم مسابقة بين حاملي المسدسات في الميمنة (جائزة قدرها 50 قرشاً) لمعرفة من يستطيع إسقاط معظم الأتراك دون إصابة الخيول. ولا يحصل الأتراك على أي خيول بديلة.» حدث اتصال من قبل الفوج الحادي عشر من الخيول الخفيفة مع اللواء الرابع من الخيول الخفيفة في الساعة 14:15، حينها أُبلغ عن الوضع، وطُلب الدعم من المدافع الرشاشة ومدفعية الجناح الأيسر. عندما بدأت المدفعية في قصف موقع حرس المؤخرة العثماني، فإنها أيضاً «صعبت الأمر على الأسترالي الجريح [بالقرب من حاجز العدو] ... فقام يركض للنجاة بحياته. وأصابه الأتراك بنيران المدافع الرشاشة عندما كان في منتصف طريق العودة إلى موقعنا تقريباً. اندفع بادري وزميل آخر لإحضاره لكنهما أُصيبا بإطلاق النار.» «ركض بادري دنبار وحامل النقالة نحو الجندي ورفعوا كتفيه في نفس الوقت قُتل الرجل الجريح وأصيب بادري في الفخذ والبطن، وركض الأخير ووصل إلى خطوطنا دون أن يتمكن أحد من الوصول إلى النقيب دنبار الذي توفي متأثراً بجراحه قبل الغسق.»... على طول المسار، تشهد التلال الصغيرة والمفترق الوعر في صمت على حقيقة أن هذه الأرض قد دُفع ثمنها بالدماء مجدداً.

### سقوط موقع الشريعة
أبلغ فيلق الصحراء في الساعة 14:40 أن الفرقة الأسترالية الراكبة «تتجه نحو خربة البطيحة» وأن قتال المشاة لا يزال يتواصل إلى الشمال من مستشفى الشريعة، على بعد ميل واحد (1.6 كم) شمال تل الشريعة. ويبدو أن المدافعين العثمانيين كانوا يعززون خطهم مع إحضارهم مدفعاً مهجوراً مضاداً للطائرات في الساعة 15:00. وكان اللواء 179 (الفرقة 60) يقترب من الجهة اليسرى بعد عشرين دقيقة. كان شوفيل قد أمر لواء المشاة هذا، الذي لم يشارك في القتال السابق، بالاستيلاء على حرس المؤخرة العثماني القوي، الذي أوقف هجمات الخيول الخفيفة والمشاة المشتركة. بدأ لواء مشاة في الساعة 17:00 بمهاجمة نفس الموقع الذي كان الفوج الحادي عشر من الخيول الخفيفة يهاجمه جنوباً. وبينما كانا يتحركان عبر الأرض المفتوحة جنوب وادي الشريعة مباشرةً، غطت نيران البنادق والمدافع الرشاشة الكثيفة تقدمهم. هذا الهجوم «أنقذ الوضع»، وأجبر المدافعين العثمانيين على التراجع، نتيجة لذلك. تحركت كتيبتا لندن 2/14 و2/15 عبر وادي الشريعة في الساعة 17:00 للهجوم بحراب البنادق مع استيلائهما على الموقع عند حلول الظلام. حيث استولتا على موقع حرس المؤخرة العثماني في الشريعة ودفعوهم خارج الأرض المرتفعة المواجهة للغرب، مقابل خسارة 24 رجلاً خلال هذا الهجوم.

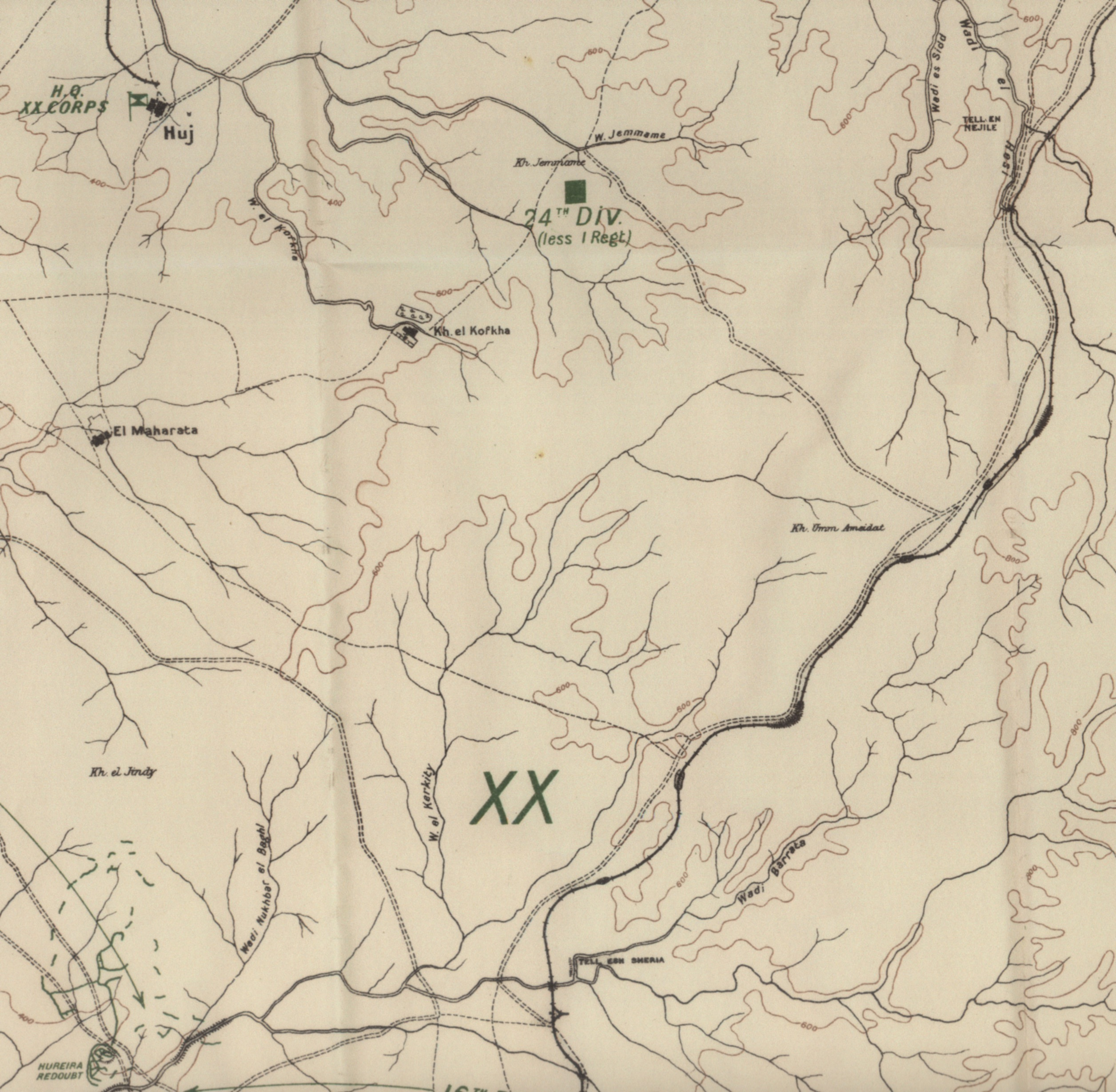
تفاصيل خريطة فولز رقم 4: تظهر مواقع الشريعة والجمامة وهوج

في هذه الأثناء، كان اللواء الخامس الراكب قد احتمى في وادي براطة، شرق السكة الحديدية وبالتوازي معها، وفي روافد أخرى لوادي الشريعة باتجاه الشرق، خلال النهار. أرسل فيتزجيرالد رسالة إلى مقر الفرقة الأسترالية الراكبة يطلب فيها التقدم إلى يمين اللواء الرابع من الخيول الخفيفة، للبحث عن الثغرة التي عثرت عليها فرقة الأنزاك الراكبة.
 أُرسل الفوج الرابع من الخيول الخفيفة إلى خربة زرعة في الساعة 15:15 لينضم إلى هجوم لواء الخيالة الخامس على الموقع. واستُلم الإذن الساعة 16:45. في هذه الأثناء، كان اللواء الثالث من الخيول الخفيفة، الذي كان يرتوي في كارم في الصباح، قد قطع حوالي 12 ميلاً (19 كم) من الجنوب الغربي عبر إمليح وعرقيق ليكون في طور عبور وادي الشعرية، فيما يقوم اللواء الخامس الراكب «بالهرولة بين صفوف الأسراب»، ليبدأ تقدمه في الساعة 17:20. ومع ذلك، كان الظلام قد سبق اللواء الراكب وغربت الشمس الساعة 16:47 ولم يكن ليسطع القمر بعد الربع الأخير بقليل لمدة سبع ساعات تقريباً. ضل فوج الطليعة، غلوستر يومانري، اتجاهه وقوبل بإطلاق النار عليه من الغرب، فعاد اللواء إلى وادي براطة. في هذه الأثناء، تقدم اللواء الثالث من الخيول الخفيفة على طول خط السكة الحديد للاتصال مع اللواء الثاني من الخيول الخفيفة (فرقة الأنزاك الراكبة) الساعة 19:30.
وُضع اللواء الرابع من الخيول الخفيفة تحت إمرة فيلق الصحراء الراكب في الساعة 16:20. انسحب اللواء من خط إطلاق النار، عندما تولى المشاة المهمة في الساعة 18:00. وسُحبت جميع القوات التي ليست في خط المواجهة فعلياً  في الساعة 19:00 إلى المعسكر المؤقت جنوب وادي الشريعة وشرق السكة الحديد، فيما خسر اللواء 15 قتيلاً و14 جريحاً. وردت أوامر للواء الرابع من الخيول الخفيفة بالانسحاب في الساعة 18:30 والتمركز جنوب الشريعة والتي وصل إليها بعد ساعة. قُتل أثناء المعركة النقيب دنبار و12 جندياً. وأصيب الرائد فيرنون والملازم برايرتي و12 جندياً، بينما قُتل 19 حصاناً وجُرح 3. استمر علاج الجرحى الاثني عشر، الذين وصلوا بعد حلول الظلام إلى وحدة الإسعاف الميدانية للواء الخيول الخفيفة الرابع، حتى منتصف الليل، وفي ذلك الوقت كانت وحدة الإسعاف الميدانية خارج الاتصال مع كتيبتها ومقر الفرقة ومحطة إخلاء المصابين. في الساعة 19:00 بدأ الفوج الثاني عشر من الخيول الخفيفة عملية سقاية الخيل في وادي الشريعة حيث أعد المهندسون أحواض من القماش وما إلى ذلك لضخ «المياه من تجاويف التشريب الدفينة.» انتهى الفوج من السقاية في الساعة 22:00 وعسكر على بعد ميل واحد (1.6 كم) جنوب وادي الشريعة على الجانب الشرقي من السكة الحديدية. وقُتل جندي واحد أثناء القتال خلال النهار.

## النتائج
لم يُهزم الفيلق 22 العثماني، لكنه أجرى انسحاباً تكتيكياً ماهراً، مما دلل على قدرته على الحركة العملياتية والتكتيكية. كانت مجموعة جيش يلدريم قد سارت طوال الليل لكسب المسافة والوقت لإنشاء خط خندقي خفيف، قاومت من خلفه تقدم قوة التجريدة المصرية طوال اليوم. وكان انسحابهم الإضافي مدعوماً بتراجعهم عن خطوط الاتصال بما في ذلك السكك الحديدية، ليحتلوا في نهاية المطاف دفاعات راسخة بقوة في تلال الخليل. وعلى الرغم من أن تضحيات حرس المؤخرة العثماني أخرت المطاردة وأنقذت المدافعين العثمانيين من التطويق والدمار، فقد حدث في النهاية اجتياحاً لخط غزة-بئر السبع بالكامل وأُسر 12,000 جندياً عثمانياً.
خلال هذه الأثناء، الساعة 06:00 يوم 8 نوفمبر، ارتوت خيول اللواء الرابع من الخيول الخفيفة من برج مياه الشريعة ووزعت حصص الإعاشة والأعلاف. ووردت الأوامر في الساعة 07:30 للواء بالتقدم في الساعة 09:00 في اتجاه الشمال حتى وادي سودة. بعد التوقف لفترة وجيزة في الساعة 13:00، وصل إلى هوج في الساعة 17:30، بينما وصلت قوة مرافقة الفوج المرسلة لعربات حصص الإعاشة في الساعة 02:00 يوم 9 نوفمبر. انتهت مطاردة فرقتا الأنزاك والأسترالية الراكبتين شمالاً عبر السهل البحري الجنوبي لفلسطين، في النهاية على بعد حوالي 50 ميلًا (80 كم) شمالًا، بعد كسر خط الدفاع العثماني في الشريعة. وقادهم تقدم قوة التجريدة المصرية إلى القدس بحلول 9 ديسمبر.

## الملاحظات
1. ↑  تشكلت نصف الألوية في فيلق الصحراء الراكب من الخيول الخفيفة والبنادق الراكبة، وكانت مسلحة فقط بالبنادق وحِرابِها.[4]
2. ↑  لا تتضمن أي من المصادر المدرجة في قسم المراجع خريطة للهجوم على موقع الشريعة، لذلك من الصعب معرفة مكان محطة سكك حديد الشريعة بدقة وأين وقع القتال، بعد الاستيلاء على المحطة.
3. ↑  كان هناك إقرار بالضعف الخطير في هجوم الخيول الخفيفة، وفي يناير 1918 بدأ تدريس فن المبارزة فوق الخيل في الفرقة الأسترالية الراكبة، بينما كانت الفرقة في معسكر الراحة في دير البلح. درب كبير المدربين، وهو ضابط من لواء الخيالة الخامس، ستة برتبة ملازم أول واثنين برتبة ملازم ثان ورقباء وعريفين اثنين. بينما أُرسل عريفين اثنين إلى مدرسة الضباط الصغار، أصبح الباقون مدربين مؤهلين في 28 فبراير 1918.[50]
4. ↑  وفقاً لخريطة هنري غوليت [الإنجليزية] المبدئية، كان اللندنيون (فرقة لندن) موجودين بالفعل عبر وادي الشريعة. (انظر خريطة غوليت التخطيطية ص. 432)
5. ↑  لقد خلقت هجمة الخيول الخفيفة في بئر السبع «روح التنافس والمنافسة»، لكن لواء يومانري أضاع فرصتين، للمشاركة في هجوم الشريعة، فلو أنه واصل تقدمه بدلاً من الذهاب للسقاية، لربما فاجأوا مجموعة جيش يلدريم وحقق نصراً عظيماً.[54]

### فهرس المراجع
1. ↑  Blenkinsop 1925 p. 200
2. ↑  Falls 1930 Vol. 2 p. 35 note
3. 1 2  Falls 1930 Vol. 2 p. 35
4. ↑  Keogh 1955 pp. 125–6
5. ↑  Falls 1930 Vol. 2 p. 9
6. ↑  Preston 1921 p. 12
7. ↑  Woodward 2006 pp. 87–8
8. ↑  Wavell quoted in Erickson 2007 p. 124
9. ↑  Keogh 1955 p. 161
10. ↑  Woodward 2006 pp. 113–16
11. ↑  Falls 1930 Vol. 2 pp. 112–3
12. ↑  Bruce 2002 p. 140
13. ↑  Preston 1921 p. 43
14. ↑  Erickson 2001 p. 173
15. ↑  Preston 1921 p. 48
16. ↑  Egyptian Expeditionary Force General Staff Headquarters War Diary 10:40, 6 November 1917 AWM4-1-6-19part2
17. ↑  Falls 1930 Vol. 2 p. 64
18. ↑  Grainger 2006 pp. 135–6
19. ↑  Falls 1930 Vol. 2 pp. 106, 108
20. ↑  Egyptian Expeditionary Force General Staff Headquarters War Diary November 1917 AWM4-1-6-19part2
21. 1 2 3  Dalbiac 1927 p. 132
22. 1 2  Massey 1919 pp. 42–3
23. ↑  Dalbiac 1927 p. 129
24. ↑  Woodward 2006 p. 117
25. 1 2 3  Lieutenant S. J. G. Chipperfield's Diary 7 November and letter from Major E.H. Impey, commanding 180th Machine Gun Company in Woodward 2006 p. 117
26. ↑  Falls 1930 Vol. 2 p. 100
27. ↑  Hughes 2004 p. 78
28. 1 2  Falls 1930 Vol. 2 p. 114
29. 1 2 3 4 5 6  4th Light Horse Brigade War Diary November 1917 AWM4-10-4-11
30. ↑  Hamilton p. 77
31. 1 2 3 4 5  12th Light Horse War Diary November 1917 AWM4-10-17-10
32. ↑  Massey 1919 p. 40
33. 1 2 3  Massey 1919 p. 43
34. 1 2 3 4  Hill 1978 p. 132
35. 1 2 3  Gullett 1941 p. 431
36. 1 2  4th Light Horse Field Ambulance regimental stretcher bearer wounded at Sheria quoted in Hamilton 1996 p. 78
37. 1 2  Egyptian Expeditionary Force GHQ War Diary Situation Report 7.11.17 AWM4-1-6-19 part 4
38. 1 2 3 4  Falls 1930 Vol. 2 p. 116
39. ↑  Wavell 1968 p. 143
40. ↑  Falls 1930 Vol. 2 pp. 112, 114
41. ↑  Gullett 1941 p. 430–2
42. 1 2  Falls 1930 Vol. 2 pp. 114–5
43. 1 2 3 4  Falls 1930 Vol. 2 p. 115
44. ↑  Egyptian Expeditionary Force GHQ War Diary at 11:07 on 4 November 1917 AWM4-1-6-19part2
45. 1 2 3 4 5 6 7 8  11th Light Horse Regiment War Diary November 1917 AWM4-10-16-26
46. ↑  Falls 1930 Vol. 2 Map 4
47. 1 2  Gullett 1941 p. 432
48. 1 2  Wavell 1968 p. 144
49. 1 2  Baly 2003 p. 127
50. ↑  12th Light Horse Regiment War Diary February 1918 AWM4-10-17-13 Appendix I
51. ↑  4th Light Horse Field Ambulance regimental stretcher bearer wounded at Sheria quoted in Hamilton 1996 pp. 78, 80
52. ↑  Keogh 1955 pp. 160–1
53. 1 2  Egyptian Expeditionary Force General Staff Headquarters War Diary 7 November 1917 AWM4-1-6-19part2
54. ↑  Wavell p. 126
55. ↑  Hamilton 1996 p. 78
56. ↑  Erickson 2007 pp. 124–5
57. 1 2  Preston 1921 pp. 50–1
58. 1 2  Gullett 1919 p. 16
59. ↑  Woodward 2006 p. 147
60. ↑  Carver 2003 p. 223

### المعلومات الكاملة للمراجع
- "11th Light Horse Regiment War Diary". First World War Diaries AWM4, 10-16-26. Canberra: Australian War Memorial. نوفمبر 1917. مؤرشف من الأصل في 2011-03-16. اطلع عليه بتاريخ 2013-06-30.
- "12th Light Horse Regiment War Diary". First World War Diaries AWM4, 10-17-10. Canberra: Australian War Memorial. نوفمبر 1917. مؤرشف من الأصل في 2011-03-16. اطلع عليه بتاريخ 2013-06-30.
- "4th Light Horse Brigade War Diary". First World War Diaries AWM4, 10-4-11. Canberra: Australian War Memorial. نوفمبر 1917. مؤرشف من الأصل في 2012-04-19. اطلع عليه بتاريخ 2013-06-30.
- "Egyptian Expeditionary Force General Staff Headquarters War Diary". First World War Diaries AWM4, 1-6-19 Part 2, 4. Canberra: Australian War Memorial. نوفمبر 1917. مؤرشف من الأصل في 2012-10-25. اطلع عليه بتاريخ 2013-06-30.
- Baly، Lindsay (2003). Horseman, Pass By: The Australian Light Horse in World War I. East Roseville, Sydney: Simon & Schuster. OCLC:223425266.
- Blenkinsop، Layton John؛ Rainey، John Wakefield، المحررون (1925). History of the Great War Based on Official Documents Veterinary Services. London: H.M. Stationers. OCLC:460717714.
- Bruce، Anthony (2002). The Last Crusade: The Palestine Campaign in the First World War. London: John Murray. ISBN:978-0-7195-5432-2.
- Carver، Michael, Field Marshal Lord (2003). The National Army Museum Book of The Turkish Front 1914–1918: The Campaigns at Gallipoli, in Mesopotamia and in Palestine. London: Pan Macmillan. ISBN:978-0-283-07347-2.{{استشهاد بكتاب}}:  صيانة الاستشهاد: أسماء متعددة: قائمة المؤلفين (link)
- Dalbiac، Philip Hugh (1927). History of the 60th Division (2/2nd London Division). London: George Allen & Unwin. OCLC:6284226. مؤرشف من الأصل في 2022-12-19.
- Erickson، Edward (2001) [2000]. Ordered to Die: A History of the Ottoman Army in the First World War. Westport, Connecticut: Greenwood Publishing. ISBN:0-313-31516-7.
- Erickson، Edward J. (2007). Gooch، John؛ Reid، Brian Holden (المحررون). Ottoman Army Effectiveness in World War I: A Comparative Study. No. 26 of Cass Series: Military History and Policy. Milton Park, Abingdon, Oxfordshire: Routledge. ISBN:978-0-203-96456-9.
- Falls، Cyril (1930). Military Operations Egypt & Palestine from June 1917 to the End of the War. Official History of the Great War Based on Official Documents by Direction of the Historical Section of the Committee of Imperial Defence: Volume 2 Part I. A. F. Becke (maps). London: HM Stationery Office. OCLC:644354483.
- Grainger، John D. (2006). The Battle for Palestine, 1917. Woodbridge: Boydell Press. ISBN:978-1-84383-263-8.
- Henry S. Gullett؛ Charles Barnet؛ David Baker، المحررون (1919). Australia in Palestine. Sydney: Angus & Robertson. OCLC:224023558.
- Gullett، Henry Somer (1941). The Australian Imperial Force in Sinai and Palestine, 1914–1918. Official History of Australia in the War of 1914–1918. Canberra: Australian War Memorial. ج. VII. OCLC:220900153.
- Hamilton، Patrick M. (1996). Riders of Destiny The 4th Australian Light Horse Field Ambulance 1917–18: An Autobiography and History. Gardenvale, Melbourne: Mostly Unsung Military History. ISBN:978-1-876179-01-4.
- Hill، A. J. (1978). Chauvel of the Light Horse: A Biography of General Sir Harry Chauvel, GCMG, KCB. Melbourne: Melbourne University Press. OCLC:5003626.
- Hughes، Matthew، المحرر (2004). Allenby in Palestine: The Middle East Correspondence of Field Marshal Viscount Allenby June 1917 – October 1919. Army Records Society. Phoenix Mill, Thrupp, Stroud, Gloucestershire: Sutton Publishing. ج. 22. ISBN:978-0-7509-3841-9.
- Keogh، E. G.؛ Joan Graham (1955). Suez to Aleppo. Melbourne: Directorate of Military Training by Wilkie & Co. OCLC:220029983.
- Massey، William Thomas (1919). How Jerusalem Was Won: Being the Record of Allenby's Campaign in Palestine. London: Constable and Company. OCLC:2056476. مؤرشف من الأصل في 2013-11-18.
- Preston، R. M. P. (1921). The Desert Mounted Corps: An Account of the Cavalry Operations in Palestine and Syria 1917–1918. London: Constable & Co. OCLC:3900439.
- Wavell، Field Marshal Earl (1968) [1933]. "The Palestine Campaigns". في Sheppard، Eric William (المحرر). A Short History of the British Army (ط. 4th). London: Constable & Co. OCLC:35621223.
- Woodward، David R. (2006). Hell in the Holy Land: World War I in the Middle East. Lexington: The University Press of Kentucky. ISBN:978-0-8131-2383-7.